# Central nuclear de Byron

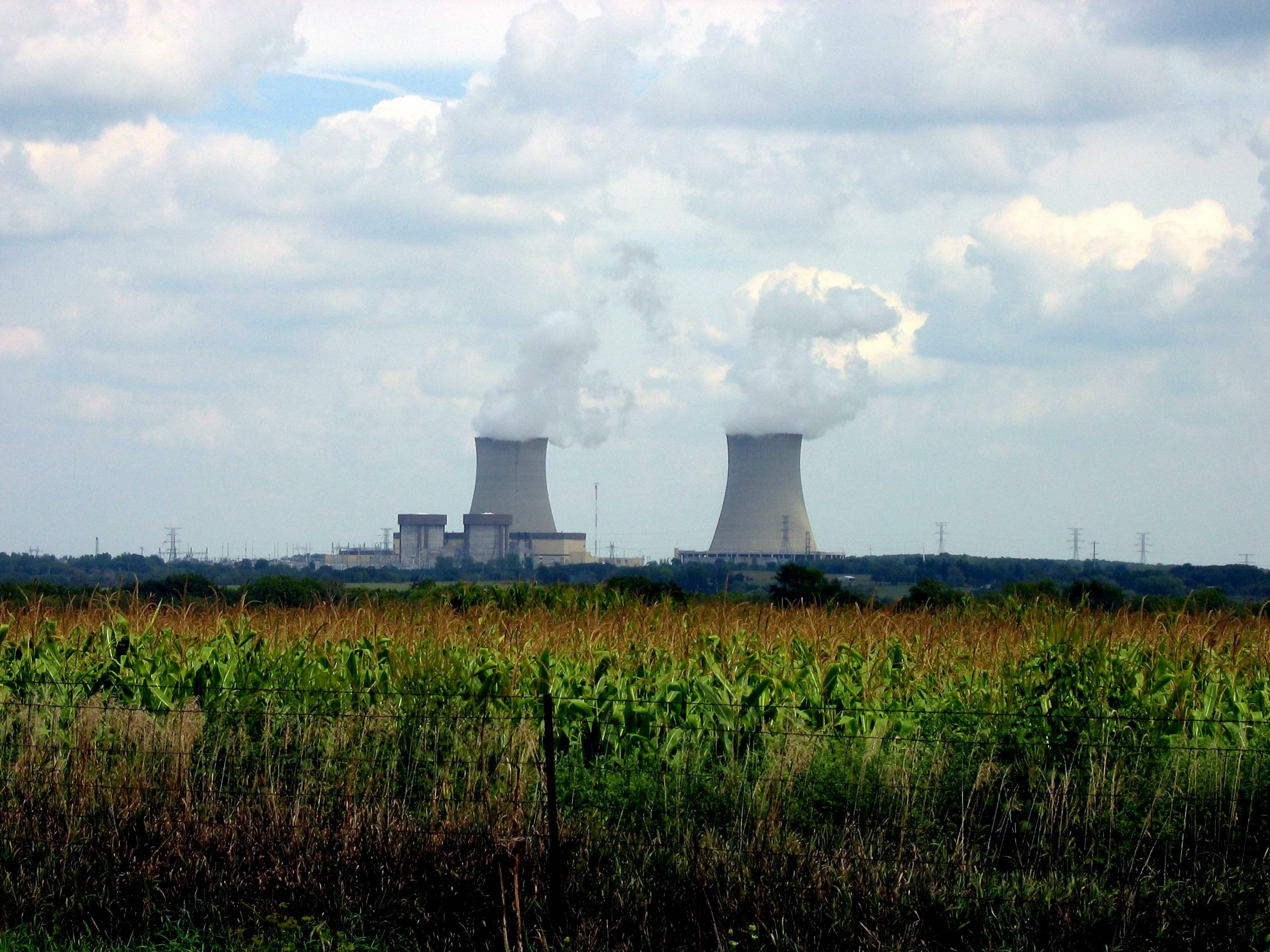
Vista de la central.

La central nuclear de Byron está situada en el Condado de Ogle (Illinois). La instalación tiene dos reactores de agua a presión de Babcock and Wilcox, unidad 1 y unidad 2, que empezaron a funcionar en septiembre de 1985 y agosto de 1987 respectivamente. La planta fue construida para Commonwealth Edison y actualmente es propiedad y se encarga de su funcionamiento Exelon Corporation. La Byron y su planta hermana de Braidwood están basadas en el mismo diseño de ingeniería (a pesar de que hay algunas diferencias entre ambas plantas).